# Costarina dura
Espèce
Synonymes
- Dysderina dura Chickering, 1951
- Dysderina silvatica Chickering, 1951
- Costarina silvatica (Chickering, 1951)

Costarina dura est une espèce d'araignées aranéomorphes de la famille des Oonopidae.

## Distribution
Cette espèce est endémique du Panama. Elle se rencontre dans les provinces de Colón, de Panama et de Coclé.

## Description
Le mâle décrit par Platnick et Berniker en 2014 mesure 1,86 mm et la femelle 2,13 mm.

## Publication originale
- Chickering, 1951 : The Oonopidae of Panama. Bulletin of The Museum of Comparative Zoology, no 106, p. 207-245 (texte intégral).